# Эпитаксия

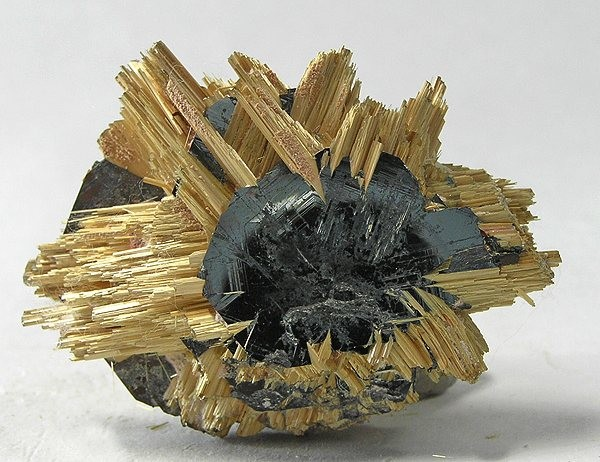
Рутил на гематите.

Эпитакси́я — это закономерное нарастание одного кристаллического материала на другом (от греч. επι — на и ταξισ — упорядоченность), то есть ориентированный рост одного кристалла на поверхности другого (подложки). Строго говоря, рост всех кристаллов можно назвать эпитаксиальным: каждый последующий слой имеет ту же ориентацию, что и предыдущий. Различают гетероэпитаксию, когда вещества подложки и нарастающего кристалла различны (процесс возможен только для химически не взаимодействующих веществ, например, так изготавливают интегральные преобразователи со структурой кремний на сапфире), и гомоэпитаксию, когда они одинаковы. Ориентированный рост кристалла внутри объёма другого называется эндотаксией.
Эпитаксия особенно легко осуществляется, если различие постоянных решёток не превышает 10 %. При больших расхождениях сопрягаются наиболее плотноупакованные плоскости и направления. При этом часть плоскостей одной из решёток не имеет продолжения в другой; края таких оборванных плоскостей образуют дислокации несоответствия.
Эпитаксия происходит таким образом, чтобы суммарная энергия границы, состоящей из участков подложка-кристалл, кристалл-среда и подложка-среда, была минимальной.
Эпитаксия является одним из базовых процессов изготовления полупроводниковых приборов и интегральных схем.
Термин «эпитаксия» был введён в 1928 году французским исследователем Л. Руайе (Royer L.).